# نجد العمقي (الشعر)

تعديل مصدري - تعديل

نجد العمقي محلة تابعة لقرية العمقي، التابعة لعزلة القابل الاعلى بمديرية الشعر إحدى مديريات محافظة إب في الجمهورية اليمنية، بلغ تعداد سكانها 88 حسب تعداد اليمن لعام 2004.